# Petar Kriste
Mr.sc. Petar Kriste (Dubrovnik, 5. siječnja 1936.), hrvatski političar.

## Životopis
Petar Kriste rođen je u Dubrovniku 5. siječnja 1936. godine. Školovanje je započeo na Šipanu, gdje je pohađao šestogodišnju osnovnu školu. Osnovnoškolsko obrazovanje i srednju školu završio je u Dubrovniku. Studij ekonomije započeo je u Zagrebu, diplomirao je na Visokoj Školi političkih nauka Sveučilišta u Beogradu, a postdiplomski studij i stupanj magistra ekonomskih znanosti ostvario na Ekonomskom fakultetu u Zagrebu. Završetak započetog postupka stjecanja doktorata ekonomskih znanosti na Ekonomskom fakultetu u Zagrebu onemogućen mu je u sklopu općih mjera represije nakon sloma Hrvatskog proljeća.
Prvo zaposlenje uslijedilo je neposredno nakon završene Učiteljske škole 1955. u četverogodišnjoj osnovnoj školi Hodilje na Pelješcu. Nakon jedne i pol godine vraća se u Dubrovnik (u siječnju 1957.) i započinje raditi u društveno političkim organizacijama, u općinskim i kotarskim, pa republičkim i na kraju međuopćinskim tijelima tih organizacija u Dubrovniku, Zagrebu i Splitu.
Od 1966. do 1969. zastupnik je Dubrovnika u Saboru SRH, a od 1969. do prosinca 1971. direktor RTV centra Dubrovnik. Aktivni je sudionik Hrvatskog proljeća. Od proljeća 1970. do polovine prosinca 1971. obnaša dužnost zamjenika predsjednika Međuopćinske konferencije SKH za Dalmaciju. Nakon Karađorđeva i sloma Hrvatskog proljeća zahvaćen je valom političkog zlostavljanja i medijskog pritiska, kao i policijskog i sudskog progona. Uhićen je pod optužbom za kontrarevolucionarni napad na državno i društveno uređenje te podvrgnut kaznenoj istrazi.
Bilo mu je i uskraćeno pravo na rad, pa tek u proljeće 1973. dobiva ponovno zaposlenje, u računovodstvu Poduzeća za gospodarenje stambenim zgradama u Dubrovniku. Poslije pripajanja tog poduzeća Zavodu za izgrađivanje grada, i kasnije u pravnim slijedbenicama te tvrtke, sve do prvih višestranačkih izbora u Hrvatskoj 1990., obavlja plansko-analitičke i financijske poslove.
Dana 31. svibnja 1990., ulazi u Vladu Stjepana Mesića kao prvi ministar obrane samostalne i demokratske RH. U sljedeće dvije vlade, onoj Josipa Manolića i Vladi demokratskog jedinstva, kojoj je na čelu Franjo Gregurić, vodi Ministarstvo trgovine. Član je Kriznog stožera Vlade RH od osnutka do raspuštanja (1991. – 1992.). Vladu Republike Hrvatske napušta 15. travnja 1992. i prelazi u nacionalnu naftnu kompaniju INU na posao savjetnika glavnog direktora. U kolovozu iste godine, na državnoj listi HDZ-a izabran je za zastupnika u Zastupničkom domu Sabora RH.
Zbog neslaganja s politikom HDZ-a, prije svega prema BiH i zbog rata s Bošnjacima u BiH, napušta tu stranku zajedno s Mesićem, Manolićem i nekolicinom drugih zastupnika i osniva Hrvatske nezavisne demokrate (HND). Kao posljedica tog čina slijedi nezakonita odluka o prekidu radnog odnosa s INA-om, a po isteku mandata tog saziva sabora, krajem 1995., prinudno odlazi u preuranjenu mirovinu. 
U dnevnom tisku i periodici objavio je više tekstova na političke, gospodarske i socijalne teme, te je i objavio tri knjige: 
- Iznevjereni grad (2000.),
- Sjene nad slobodom (2002.),
- Kontroverze i perspektive hrvatske politike - Politički spisi 1970. – 2010. (2010.).